# Calendario internazionale femminile UCI 2022
Il Calendario internazionale femminile UCI 2022 è l'edizione 2022 del circuito di corse internazionali di ciclismo femminile dell'Unione Ciclistica Internazionale. Esso è composto da 101 corse, aperte a Elite e Under-23, che si tengono dal 6 febbraio al 18 ottobre 2022 in Europa e Asia.
Durante tutta la stagione i punti vengono assegnati alle vincitrici delle gare in linea, alle prime della classifica generale e alle vincitrici di ogni tappa delle corse a tappe. La qualità e la complessità di una gara determina anche quanti punti vengono assegnati alle prime classificate: più alto è il punteggio UCI di una gara, più punti vengono assegnati.
Le corse presenti in calendario appartengono alle seguenti classi:
- corse di un giorno: 1.1 e 1.2;
- corse a tappe: 2.1 e 2.2;
- campionati continentali: CC;
- Giochi regionali: JR.

## Calendario

### Febbraio
| Data  | Prova                                                          | Cat. | Vincitore            | Squadra                 |
| ----- | -------------------------------------------------------------- | ---- | -------------------- | ----------------------- |
| 6     | Grand Prix Velo Manavgat (2022)                                | 1.2  | Alina Moiseeva       | Lokosphinx              |
| 6     | Vuelta CV Féminas (2022)                                       | 1.1  | Marta Bastianelli    | UAE Team ADQ            |
| 17-20 | Setmana Valenciana - Volta Comunitat Valenciana Fémines (2022) | 2.1  | Annemiek van Vleuten | Movistar Team           |
| 19    | Grand Prix Velo Alanya (2022)                                  | 1.2  | Viktorija Jarošenko  | Lviv Cycling Team Women |
| 20    | Grand Prix Justiniano Race (2022)                              | 1.2  | Alina Moiseeva       | Lokosphinx              |
| 27    | Omloop van het Hageland (2022)                                 | 1.1  | Marta Bastianelli    | UAE Team ADQ            |

### Marzo
| Data | Prova                                         | Cat. | Vincitore         | Squadra                          |
| ---- | --------------------------------------------- | ---- | ----------------- | -------------------------------- |
| 1    | Le Samyn des Dames (2022)                     | 1.1  | Emma Norsgaard    | Movistar Team                    |
| 3-5  | Bloeizone Fryslân Tour (2022)                 | 2.1  | Ellen van Dijk    | Trek-Segafredo                   |
| 5    | Grand Prix Gazipaşa (2022)                    | 1.2  | Ol'ha Šekel'      | Ucraina                          |
| 6    | Trofeo Oro in Euro - Women's Bike Race (2022) | 1.2  | Sofia Bertizzolo  | UAE Team ADQ                     |
| 6    | Grand Prix Mediterrennean (2022)              | 1.2  | Yanina Kuskova    | Tashkent City Women Professional |
| 9    | GP Oetingen (2022)                            | 1.1  | Lorena Wiebes     | Team DSM                         |
| 11   | Drentse Acht van Westerveld (2022)            | 1.2  | Christine Majerus | Team SD Worx                     |
| 24   | Campionati africani - Cronometro (2022)       | CC   | Nesrine Houili    | Algeria                          |
| 27   | Campionati africani - In linea (2022)         | CC   | Ebtissam Mohamed  | Egitto                           |
| 27   | Campionati asiatici - Cronometro (2022)       | CC   | Rinata Sultanova  | Kazakistan                       |
| 29   | Campionati asiatici - In linea (2022)         | CC   | Nguyễn Thị Thật   | Vietnam                          |

### Aprile
| Data | Prova                                                                     | Cat. | Vincitore                | Squadra                              |
| ---- | ------------------------------------------------------------------------- | ---- | ------------------------ | ------------------------------------ |
| 6    | Scheldeprijs (2022)                                                       | 1.1  | Lorena Wiebes            | Team DSM                             |
| 8-10 | The Princess Maha Chackri Sirindhon's Cup Women's Tour of Thailand (2022) | 2.1  | Phetdarin Somrat         | Thailand Women's Cycling Team        |
| 9    | Campionati oceaniani - Cronometro (2022)                                  | CC   | Georgie Howe             | Australia                            |
| 10   | Campionati oceaniani - In linea (2022)                                    | CC   | Josie Talbot             | Australia                            |
| 17   | Grand Prix Féminin de Chambéry (2022)                                     | 1.1  | Brodie Chapman           | FDJ Nouvelle-Aquitaine Futuroscope   |
| 18   | Ronde de Mouscron (2022)                                                  | 1.1  | Thalita de Jong          | JEGG-DJR Academy                     |
| 23   | Omloop van Borsele (2022)                                                 | 1.1  | Maaike Boogaard          | UAE Team ADQ                         |
| 25   | Gran Premio della Liberazione (2022)                                      | 1.2  | Silvia Persico           | Valcar-Travel & Service              |
| 27-1 | Tour of the Gila (2022)                                                   | 2.2  | Lauren De Crescenzo      | Cinch Rise                           |
| 28-1 | Gracia-Orlová (2022)                                                      | 2.2  | Agnieszka Skalniak-Sójka | ATOM Deweloper Posciellux.pl Wrocław |
| 30   | Leiedal Koerse (2022)                                                     | 1.2  | Femke Markus             | Parkhotel Valkenburg                 |

### Maggio
| Data  | Prova                                              | Cat. | Vincitore                | Squadra                            |
| ----- | -------------------------------------------------- | ---- | ------------------------ | ---------------------------------- |
| 3-5   | Vuelta Ciclista Andalucía Ruta del Sol (2022)      | 2.1  | Arlenis Sierra           | Movistar Team Women                |
| 3-7   | Bretagne Ladies Tour (2022)                        | 2.1  | Vittoria Guazzini        | FDJ Nouvelle-Aquitaine Futuroscope |
| 7     | GP Eco-Struct (2022)                               | 1.1  | Charlotte Kool           | Team DSM                           |
| 8     | Gran Premio Ciudad de Eibar (2022)                 | 1.1  | Olivia Baril             | Valcar-Travel & Service            |
| 10    | Emakumeen Nafarroako Women's Elite Classics (2022) | 1.1  | Sarah Gigante            | Movistar Team Women                |
| 12    | Campionati panamericani - Cronometro (2022)        | CC   | Lilibeth Chacón          | Venezuela                          |
| 13    | La Classique Morbihan (2022)                       | 1.1  | Antri Christoforou       | Team Farto-BTC                     |
| 14    | Grand Prix du Morbihan Femmes (2022)               | 1.1  | Ally Wollaston           | AG Insurance-NXTG Team             |
| 14    | Omloop der Kempen Ladies (2022)                    | 1.2  | Rachele Barbieri         | Liv Racing Xstra                   |
| 15    | Campionati panamericani - In linea (2022)          | CC   | Arlenis Sierra           | Cuba                               |
| 17    | Durango-Durango Emakumeen Saria (2022)             | 1.1  | Pauliena Rooijakkers     | Canyon-SRAM Racing                 |
| 19-22 | Joe Martin Stage Race (2022)                       | 2.2  | Emma Langley             | EF Education-Tibco-SVB             |
| 20    | Veenendaal-Veenendaal Classic (2022)               | 1.1  | Gladys Verhulst          | Le Col-Wahoo                       |
| 20    | Giochi del Sud-est asiatico - Cronometro (2022)    | JR   | Agustina Delia Priatna   | Indonesia                          |
| 22    | Giochi del Sud-est asiatico - In linea (2022)      | JR   | Nguyễn Thị Thật          | Vietnam                            |
| 28    | Ladies Tour of Estonia (2022)                      | 1.2  | Agnieszka Skalniak-Sójka | Polonia                            |

### Giugno
| Data | Prova                                   | Cat. | Vincitore                | Squadra                                   |
| ---- | --------------------------------------- | ---- | ------------------------ | ----------------------------------------- |
| 5    | Dwars door de Westhoek (2022)           | 1.1  | Chiara Consonni          | Valcar-Travel & Service                   |
| 5    | Alpes Gresivaudan Classic (2022)        | 1.2  | Évita Muzic              | Francia                                   |
| 5    | Memorial Monica Bandini (2022)          | 1.2  | Silvia Persico           | Valcar-Travel & Service                   |
| 6    | GP Mazda Schelkens (2022)               | 1.2  | Danique Braam            | Bingoal Casino-Chevalmeire-Van Eyck Sport |
| 11   | Dwars door het Hageland (2022)          | 1.1  | Ilaria Sanguineti        | Valcar-Travel & Service                   |
| 12   | Flanders Diamond Tour (2022)            | 1.1  | Chiara Consonni          | Valcar-Travel & Service                   |
| 14   | Mont Ventoux Dénivelé Challenges (2022) | 1.2  | Marta Cavalli            | FDJ Nouvelle-Aquitaine Futuroscope        |
| 24   | Giochi bolivariani - Cronometro (2022)  | JR   | Miryam Nuñez             | Ecuador                                   |
| 26   | Giochi bolivariani - In linea (2022)    | JR   | Aranza Villalon          | Cile                                      |
| 28-1 | Lotto Belgium Tour (2022)               | 2.1  | Agnieszka Skalniak-Sójka | Polonia                                   |

### Luglio
| Data  | Prova                                             | Cat. | Vincitore                | Squadra                              |
| ----- | ------------------------------------------------- | ---- | ------------------------ | ------------------------------------ |
| 10    | Districtenpijl - Ekeren-Deurne (2022)             | 1.1  | Daria Pikulik            | ATOM Deweloper Posciellux.pl Wrocław |
| 13-17 | Baloise Ladies Tour (2022)                        | 2.1  | Ellen van Dijk           | Trek-Segafredo                       |
| 14-17 | Vuelta Internacional Femenina a Costa Rica (2022) | 2.2  | Carolina Vargas          | Selección Colombia PAD               |
| 23    | Visegrad 4 Ladies Series - Slovakia (2022)        | 1.2  | Ricarda Bauernfeind      | Canyon-SRAM Generation               |
| 24    | Visegrad 4 Ladies Series - Hungary (2022)         | 1.2  | Silvia Zanardi           | BePink                               |
| 29-31 | Princess Anna Vasa Tour (2022)                    | 2.2  | Agnieszka Skalniak-Sójka | ATOM Deweloper Posciellux.pl Wrocław |
| 30    | Hansa Bygg Grand Prix Kalmar (2022)               | 1.2  | annullato                | annullato                            |
| 31    | Coupe d'Europe des Grimpeurs (2022)               | 1.2  | annullata                | annullata                            |

### Agosto
| Data  | Prova                                                                    | Cat. | Vincitore                | Squadra                              |
| ----- | ------------------------------------------------------------------------ | ---- | ------------------------ | ------------------------------------ |
| 2-4   | Tour of Uppsala (2022)                                                   | 2.1  | Nathalie Eklund          | Svezia                               |
| 5-7   | CIC-Tour Féminin International des Pyrénées (2022)                       | 2.1  | Krista Doebel-Hickok     | EF Education-Tibco-SVB               |
| 9-14  | Vuelta a Colombia Femenina (2022)                                        | 2.2  | Diana Peñuela            | DNA Pro Cycling                      |
| 13    | La Périgord Ladies (2022)                                                | 1.2  | Grace Brown              | FDJ Suez Futuroscope                 |
| 14    | La Picto-Charentaise (2022)                                              | 1.2  | Marie Le Net             | FDJ Suez Futuroscope                 |
| 15    | Grote Prijs Yvonne Reynders                                              | 1.2  | annullata                | annullata                            |
| 17    | Campionati europei - Cronometro (2022)                                   | CC   | Marlen Reusser           | Svizzera                             |
| 19    | Konvert Kortrijk Koerse (2022)                                           | 1.1  | Julie De Wilde           | Plantur-Pura                         |
| 21    | Campionati europei - In linea (2022)                                     | CC   | Lorena Wiebes            | Paesi Bassi                          |
| 21    | MerXem Classic (2022)                                                    | 1.1  | Eleonora Gasparrini      | Valcar-Travel & Service              |
| 25    | Kreiz Breizh Elites Féminin (2022)                                       | 1.1  | Emma Norsgaard           | Movistar Team                        |
| 26-28 | Premondiale Giro Toscana Int. Femminile - Memorial Michela Fanini (2022) | 2.2  | Agnieszka Skalniak-Sójka | ATOM Deweloper Posciellux.pl Wrocław |
| 28    | La Route des Géantes - Saint-Omer-Ieper                                  | 1.2  | annullata                | annullata                            |

### Settembre
| Data  | Prova                                                               | Cat. | Vincitore                 | Squadra                              |
| ----- | ------------------------------------------------------------------- | ---- | ------------------------- | ------------------------------------ |
| 4     | Grote Prijs Beerens (2022)                                          | 1.1  | Marjolein van 't Geloof   | Le Col-Wahoo                         |
| 6-12  | Tour Cycliste Féminin International de l'Ardèche (2022)             | 2.1  | Antonia Niedermaier       | Canyon-SRAM Generation               |
| 9-11  | Watersley Womens Challenge (2022)                                   | 2.2  | Dominika Włodarczyk       | ATOM Deweloper Posciellux.pl Wrocław |
| 10    | À Travers les Hauts-de-France (2022)                                | 1.2  | Mischa Bredewold          | Parkhotel Valkenburg                 |
| 11    | La Choralis Fourmies Féminine (2022)                                | 1.2  | Clara Copponi             | FDJ Suez Futuroscope                 |
| 14    | Grisette Grand Prix de Wallonie (2022)                              | 1.2  | Julie De Wilde            | Plantur-Pura                         |
| 16-17 | Tour de la Semois (2022)                                            | 2.2  | Maria Giulia Confalonieri | Ceratizit                            |
| 18    | Grand Prix International d'Isbergues - Pas de Calais Féminin (2022) | 1.1  | Chiara Consonni           | Valcar-Travel & Service              |

### Ottobre
| Data  | Prova                                                  | Cat. | Vincitore            | Squadra        |
| ----- | ------------------------------------------------------ | ---- | -------------------- | -------------- |
| 4     | Binche-Chimay-Binche pour Dames (2022)                 | 1.1  | Lorena Wiebes        | Team DSM       |
| 4     | Tre Valli Varesine (2022)                              | 1.1  | Elisa Longo Borghini | Trek-Segafredo |
| 4-8   | International Syrian Tour (2022)                       | 2.2  | non disputata        | non disputata  |
| 10-11 | Tour of Wenzhou Women's International Road Race (2022) | 2.2  | annullata            | annullata      |
| 16    | Crono delle Nazioni (2022)                             | 1.1  | Ellen Van Dijk       | Trek-Segafredo |